# Liste von Sakralbauten in Bad Salzuflen
Die Liste von Sakralbauten in Bad Salzuflen führt Sakralbauten im Gebiet der nordrhein-westfälischen Stadt Bad Salzuflen im Kreis Lippe in Deutschland.
Sakralbauten (von lateinisch sacer ‚heilig‘) sind Bauwerke, die für sakrale, rituelle oder kultische Handlungen wie beispielsweise Gottesdienste oder Opferungen durch religiöse Gemeinschaften genutzt werden. Sakralbauten werden als Anwesenheitsorte einer höheren Macht interpretiert und werden daher umgangssprachlich auch als Gotteshäuser bezeichnet. Eine besondere Art von Sakralbauten bilden Grabanlagen und Grabbauten. 

## Christliche Glaubensrichtungen
| Bild | Bezeichnung                       | Konfession                                      | Zugehörigkeit                                                           | Anschrift                                     | Bemerkungen | Weihe |
| ---- | --------------------------------- | ----------------------------------------------- | ----------------------------------------------------------------------- | --------------------------------------------- | --- | ----- |
|      | Adventgemeinde Herford            |                                                 |                                                                         | Ahmsen Buschortstraße 29 Karte                | Adventgemeinde Herford                                                                                          |       |
|      |                                   | evangelisch-freikirchlich                       | Freie Evangelische Christengemeinde "Lebendige Hoffnung" e. V., Herford | Ahmsen Am Schulweg 8 Karte                    | Lebendige Hoffnung e.V., Herford                                                                                |       |
|      | Kapelle Friedhof Aspe             |                                                 |                                                                         | Aspe Lupinenweg Karte                         | |       |
|      | Auferstehungskirche               | evangelisch-lutherisch                          | Lippische Landeskirche                                                  | Bad Salzuflen Gröchteweg 30 Karte             | Auferstehungskirche                                                                                             | 1966  |
|      | Calvin-Haus                       | evangelisch-reformiert                          |                                                                         | Bad Salzuflen Gröchteweg 57–59 Karte          | Calvin-Haus |       |
|      | Kapelle Friedhof Obernberg        |                                                 |                                                                         | Bad Salzuflen Gröchteweg 104 Karte            | |       |
|      | Kapelle Friedhof Herforder Straße |                                                 |                                                                         | Bad Salzuflen Herforder Straße Karte          | Baudenkmal (1994)                                                                                               |       |
|      | Liebfrauen                        | römisch- katholisch                             | Pastoralverbund Lippe West Dekanat Bielefeld-Lippe Erzbistum Paderborn  | Bad Salzuflen Leopoldstraße 1 Karte           | Liebfrauen | 1958  |
|      | Erlöserkirche                     | evangelisch-lutherisch                          | Lippische Landeskirche                                                  | Bad Salzuflen Martin-Luther-Straße 7 Karte    | Baudenkmal (1987) Erlöserkirche                                                                                 | 1909  |
|      | Stadtkirche                       | evangelisch-reformiert                          | Lippische Landeskirche                                                  | Bad Salzuflen Von-Stauffenberg-Straße 3 Karte | Baudenkmal (1986) Stadtkirche                                                                                   | 1765  |
|      | Evangelische Kirche Bergkirchen   | evangelisch-lutherisch                          | Lippische Landeskirche                                                  | Bergkirchen Bergkirchen 56 Karte              | Baudenkmal (1987) „Kirche im Wald“                                                                              | 1850  |
|      | Evangelisch-Reformierte Kirche    | evangelisch-reformiert                          | Lippische Landeskirche                                                  | Knetterheide Nordstraße 21 Karte              | |       |
|      | Versöhnungskirche                 |                                                 | Lutherische Klasse der Lippischen Landeskirche                          | Knetterheide Schelpstraße 1 Karte             | Versöhnungskirche                                                                                               |       |
|      | Kapelle Friedhof Lockhausen       |                                                 |                                                                         | Lockhausen Glockenstraße Karte                | |       |
|      | Christuskirche                    | evangelisch-lutherisch / evangelisch-reformiert | Lippische Landeskirche                                                  | Lockhausen Leopoldshöher Straße 5 Karte       | Einmalig in Lippe: Zusammenschluss der ev.-lutherischen und ev.-reformierten Christen Christuskirche Lockhausen |       |
|      | St. Raphaels Kapelle              | ökumenisch                                      | Hausgemeinschaft St. Raphael                                            | Papenhausen Am Kahlen Berge 3 Karte           | Hausgemeinschaft St. Raphael                                                                                    |       |
|      | Kirchengemeinde Retzen            | evangelisch-reformiert                          | Lippische Landeskirche                                                  | Retzen Kirchweg 8 Karte                       | Kirche Retzen                                                                                                   | 1960  |
|      | Kilianskirche                     | evangelisch-reformiert                          | Lippische Landeskirche                                                  | Schötmar Am Kirchplatz 1b Karte               | Baudenkmal (1987), größter Kirchenbau der Lippischen Landeskirche Kilianskirche                                 | 1854  |
|      | Freie evangelische Gemeinde       |                                                 |                                                                         | Schötmar August-Bollhöfer-Straße 3 Karte      | |       |
|      | Trinitatis-Kirche                 |                                                 | Lutherische Klasse der Lippischen Landeskirche                          | Schötmar Eduard-Wolff-Straße 19 Karte         | Trinitatis-Kirche                                                                                               |       |
|      | Neuapostolische Kirche Schötmar   | neuapostolisch                                  | Neuapostolische Kirche Westdeutschland                                  | Schötmar Gerberweg 27 Karte                   | Neuapostolische Kirche                                                                                          |       |
|      | Mennoniten Brüdergemeinde         | mennoitisch                                     |                                                                         | Schötmar Lagesche Straße 109 Karte            | |       |
|      | Kapelle Funeke-Friedhof           |                                                 |                                                                         | Schötmar Lemgoer Straße 18 Karte              | |       |
|      | St. Kilian                        | römisch- katholisch                             | Pastoralverbund Lippe West Dekanat Bielefeld-Lippe Erzbistum Paderborn  | Schötmar Otto-Hahn-Straße 10 Karte            | St. Kilian | 1954  |
|      | Königreichssaal                   | theokratisch                                    | Zeugen Jehovas                                                          | Schötmar Schülerstraße 29b Karte              | |       |
|      | Evangelische Kirche Sylbach       | evangelisch-reformiert                          | Lippische Landeskirche                                                  | Sylbach Sylbacher Straße 271 Karte            | Sylbacher Kirche                                                                                                |       |
|      | Evangelische Kirche Wüsten        | evangelisch-reformiert                          | Lippische Landeskirche                                                  | Wüsten Vlothoer Straße 21 Karte               | Nr. 19 in der Denkmalliste der Stadt Bad Salzuflen (1987) Wüstener Kirche                                       | 1845  |
|      | Evangeliums Christen Gemeinde     |                                                 | Bruderschaft der Freien Evangeliums Christen Gemeinden                  | Sylbach Max-Planck-Str. 123 Karte             | gemeindeambahnhof.de                                                                                            |       |

## Islamische Gemeinden
| Bild | Bezeichnung    | Konfession | Zugehörigkeit                                                    | Anschrift                        | Bemerkungen   | Weihe |
| ---- | -------------- | ---------- | ---------------------------------------------------------------- | -------------------------------- | ------------- | ----- |
|      | Mevlana Camii  | sunnitisch | Türkisch-Islamische Union der Anstalt für Religion e. V. (DITIB) | Schötmar Weinbergstraße 37 Karte | Mevlana Camii |       |
|      | Vahdet-Moschee | sunnitisch | Millî Görüş                                                      | Schötmar Krumme Weide 46 Karte   |               |       |

## Friedhöfe
| Bild | Bezeichnung                       | Konfession  | Zugehörigkeit              | Anschrift                                | Bemerkungen                                            |
| ---- | --------------------------------- | ----------- | -------------------------- | ---------------------------------------- | ------------------------------------------------------ |
|      | Friedhof Wüsten                   | evangelisch | Evangelische Kirche Wüsten | Wüsten Vlothoer Straße Karte             | Nummer 19a in der Denkmalliste der Stadt Bad Salzuflen |
|      | Jüdischer Friedhof, Bad Salzuflen | jüdisch     |                            | Bad Salzuflen Werler Straße Karte        | Nummer 148 in der Denkmalliste der Stadt Bad Salzuflen |
|      | Jüdischer Friedhof, Schötmar      | jüdisch     |                            | Schötmar Oerlinghauser Straße Karte      | Nummer 209 in der Denkmalliste der Stadt Bad Salzuflen |
|      | Alleefriedhof, Bad Salzuflen      | evangelisch | Stadtkirche                | Bad Salzuflen Rudolf-Brandes-Allee Karte | Nummer 189 in der Denkmalliste der Stadt Bad Salzuflen |